# 韓恒
韓 恒（かん こう、生没年不詳）は、五胡十六国時代前燕の人物。字は景山。長楽郡観津県の出身。父は韓黙。

## 生涯
父の韓黙は学行によってその名を馳せた。
韓恒は10歳にして文才に長け、同郷の張載に師事した。身長は八尺一寸にもなり、堂々たる体つきをしていた。経籍を広く学んで精通しないものはなかった。張載は彼の才能を見て「王佐の才である」と評した。
311年、永嘉の乱が起こると難を避けて遼東へ移り、西晋の東夷校尉崔毖を頼った。
319年12月、慕容部の首領慕容廆が崔毖を破ると、この時韓恒は捕らえられて棘城へ送られたが、客分として礼遇された。 やがて慕容廆は韓恒を呼び寄せて引見すると、大いに評価し、韓恒は参軍事に任じられた。
331年、宋該を始めとした僚属は協議して「慕容廆は一隅で功績を建てているが、任務の重さに対して官位は低く、他の者と差が無い。これでは華・夷を鎮圧するには足りず、慕容廆の官爵を勧めるよう上表すべきだ」と論じ合い、共に慕容廆へ大将軍・燕王の封拝を請うよう勧めた。慕容廆はこれに従い、群臣にこの事を議論させると、皆これに賛同した。だが、韓恒だけは「群胡が間隙に乗じて以来、人々はその荼毒を受け、諸夏は静まり返り、綱紀もまた失われております。明公は忠武篤誠を以て社稷の為に力を尽くし、孤立して危機の中にありながら節を曲げず、万里の遠方において功を建てられました。古の勤王の義といえども、これほどではありませんでした。功業を立てる者というのは、信義が損なわれることを患うものであり、名位が低いことなどを患うものではありません。桓文（春秋五覇にかぞえられる斉の桓公・晋の文公）も周王室復興に功がありましたが、諸侯へ号令を掛けることを以て先に礼命を求めたりはしませんでした。まずは甲兵を繕って機会を窺い、群凶を除いて四海を靖んじるべきです。そうすれば、功成った後には自ずと九錫に至ることでしょう。今、君主に寵爵を求めるというのは、臣の義とはいえますまい」と反論すると、慕容廆はこれを不満に思い、韓恒を新昌県令に任じて地方に追いやった。
335年12月、慕容皝が鎮軍大将軍に任じられると、韓恒は参軍事に復帰した。
その後、営丘郡太守に任じられた。着任すると政務に励んで教化を大いに行い、その統治ぶりは称賛を受けた。
349年4月、慕容儁が後を継ぐと、韓恒は召喚されて中書令・諮議参軍に任じられ、さらに揚烈将軍を加えられた。
352年9月、慕容儁が帝位に即くと、五行の次序について定めようとして群臣に議論させたが、大いに紛糾した。この時、韓恒は病により龍城にいたが、慕容儁は彼を招集させてこれを決めさせようとした。だが、韓恒が到着するより前に、群臣の議論は「燕は晋朝を承けて水徳とすべきである」との結論に至った。韓恒は到着すると、慕容儁へ「趙（後趙）が中原に有ったのは、人事ではなく天命です。天が与えたものを人が奪うのというのは、臣はこれを不可であると考えます。また、大燕王の跡は震より始まりましたが、易によると震とは青龍とのことです。受命した当初、都邑の城には龍が現れたといいますが、龍は木徳であり、これこそ幽契の符といえます」と言った。慕容儁は一度決めたものを改める事に難色を示したが、やがて韓恒の言に従った。秘書監聶熊は韓恒の言を聞くと、感嘆して「『君子なくばどうして国が興ろうか』という言葉は、まさしく韓令君のことであろう」と言った。後に、李産と共に東宮の傅となった。
353年2月、皇太子慕容曄と共に入朝すると、慕容儁は左右の側近へ「この二傅（韓恒と李産）は一代の偉人であり、これを代えることなどできぬ」と言った。韓恒が寵遇されているのはこれほどであった。